# Blechnum novae-zelandiae
Blechnum novae-zelandiae är en kambräkenväxtart som beskrevs av T. C. Chambers och P. A. Farrant. Blechnum novae-zelandiae ingår i släktet Blechnum och familjen Blechnaceae. Inga underarter finns listade.

## Bildgalleri

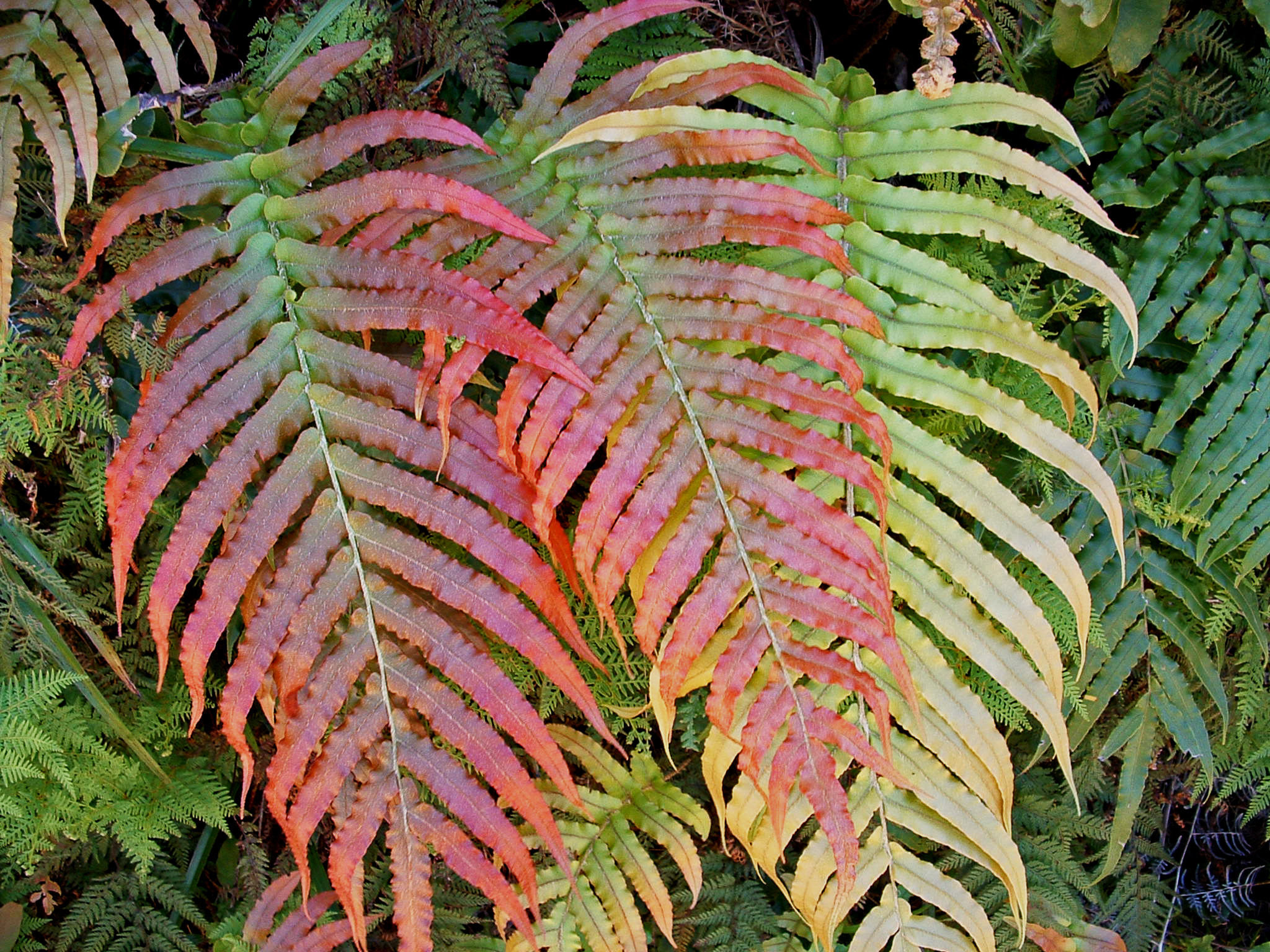
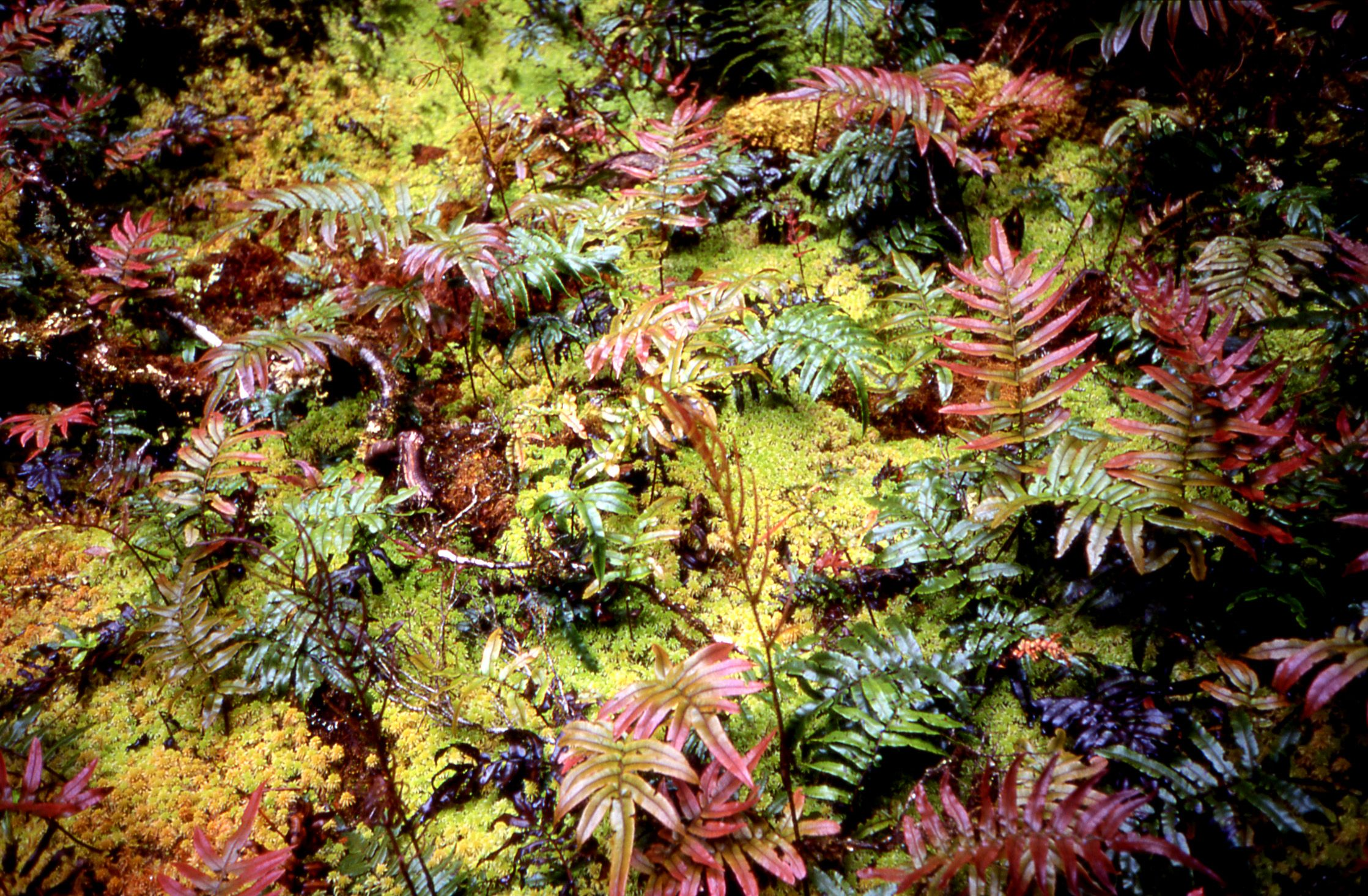
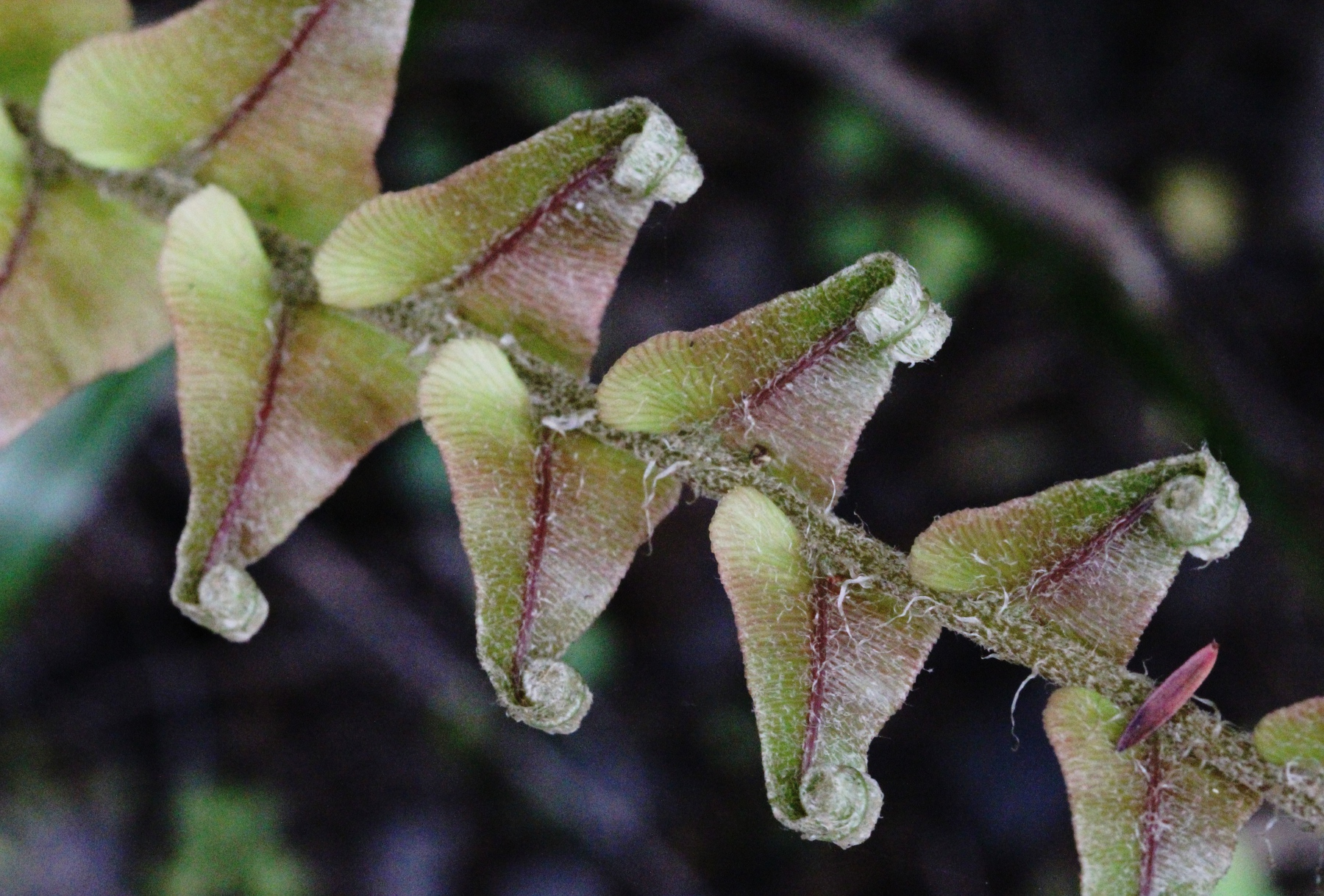